# Győr-Moson-Sopron vármegyei múzeumok listája
A Győr-Moson-Sopron vármegyébe látogató 40 múzeumi létesítmény közül válogathat. A vármegyei önkormányzat fenntartásában működő megyei múzeumi szervezethez 26 múzeumi létesítmény tartozik, amelyek közül hat rendelkezik múzeumi besorolással, a további 20 pedig állandó vagy időszaki kiállítóhelyet jelent. Található közöttük négy tájház, négy falutörténeti kiállítás, egy kastély (Fertődön) és egy országos szakmúzeum (Nagycenken). A többi a jellegét tekintve helytörténeti, képzőművészeti, természettudományi, néprajzi és régészeti gyűjtemények bemutató helye. A két egyházi gyűjtemény, a pannonhalmi és a győri nemzetközi mértékkel is jelentős.

## Győr
- Apor-kiállítás – A vértanúság helye (Káptalandomb 1., Püspökvár alagsora)
- Babakiállítás (Liszt Ferenc utca 20., Zichy-palota)
- Egyházmegyei Kincstár, Könyvtár és Kőtár (Káptalandomb 21.)
- Xántus János Múzeum (Széchenyi tér 5., Apátúr-ház) 
  - Patkó Imre Gyűjtemény (Széchenyi tér 4., „Vastuskós ház”) 
  - Várkazamata-Kőtár (Lapidárium, Bécsi kapu tér 5.)
- Széchényi Patikamúzeum (Széchenyi tér 9., volt Jezsuita gyógyszertár)
- Városi Művészeti Múzeum
  - Radnay-gyűjtemény (Király utca 17.,Esterházy-palota )
  - Kovács Margit Kerámiakiállítás (Apáca u. 1., Kreszta ház) 
  - Borsos Miklós Állandó Kiállítás (Apor Vilmos püspök tere 2.)
  - Váczy Péter Gyűjtemény (Nefelejcs köz 3., Magyar Ispita)
  - Vasilescu-gyűjtemény (Kossuth Lajos utca 5., Zsinagóga)
- Galgóczi Erzsébet Emlékmúzeum (Ménfőcsanak, Győri u. 14.)

## Csorna
- Csornai Múzeum (Szent István tér 34., Premontrei rendház)

## Kapuvár
- Rábaközi Múzeum (Fő tér 1.)
- Hanság Élővilága Kiállítás (Kapuvár-Öntésmajor)

## Mosonmagyaróvár
- Hanság Múzeum (Cselley-ház, Fő u. 19.)
- Iparművészeti kiállítás
- Római kori kőtár
- Gyurkovich-gyűjtemény
- A Nyugat-magyarországi Egyetem Mezőgazdaság- és Élelmiszertudományi Kara gyűjteményei (Vár 4.)
  - Élettani Gyűjtemény
  - Eketörténeti Kiállítás
  - Intézménytörténeti Múzeum
- Tűzoltómúzeum (Alkotmány u. 16.)

## Sopron

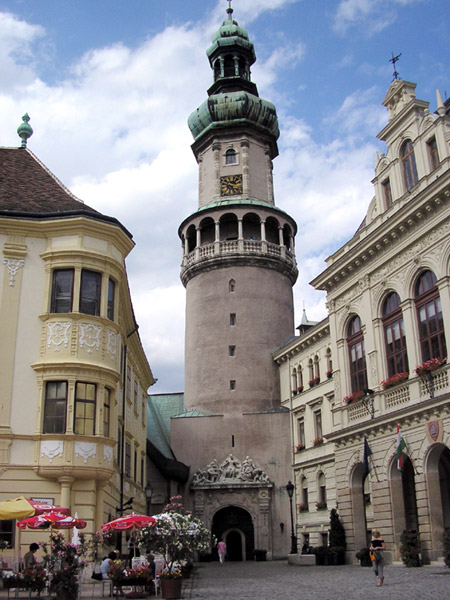
A tűztorony

- Soproni Múzeum kiállításai, gyűjteményei
  - Régészeti kiállítás (Fő tér 6. Fabricius-ház )
  - 17. és 18. századi polgárlakások (Fő tér 6. Fabricius-ház )
  - Római kori kőtár (Fő tér 6. Fabricius-ház )
  - Tűztorony (Sopron)
  - Storno gyűjtemény (Fő tér 8. Storno-ház )
  - Határtalan történet, Sopron és környékének története a 16. századtól a 20. századig (Fő tér 8. Storno-ház )
  - Középkori ó-zsinagóga (Új u.22 )
  - Patikamúzeum (Fő tér 2. )
  - Pékmúzeum (Bécsi u. 5. )
  - Lábasház, időszakos kiállítások (Orsolya tér 5. )
  - Bányászati emlékmúzeum Brennbergbánya (Óbrennbergi u. 14. )
  - Mithrász-szentély (Fertőrákos, határátkelő)

- Egyéb múzeumok, kiállítóhelyek Sopronban
  - Zett-Langer gyűjtemény
  - Scarbantia Fóruma bemutatóhely
  - Horváth József festőművész életmű-kiállítása
  - Erdészeti, faipari, és földmérés-történeti gyűjtemény
  - Római Katolikus Egyházművészeti Gyűjtemény
  - Országos Evangélikus Múzeum soproni gyűjteménye

## Pannonhalma

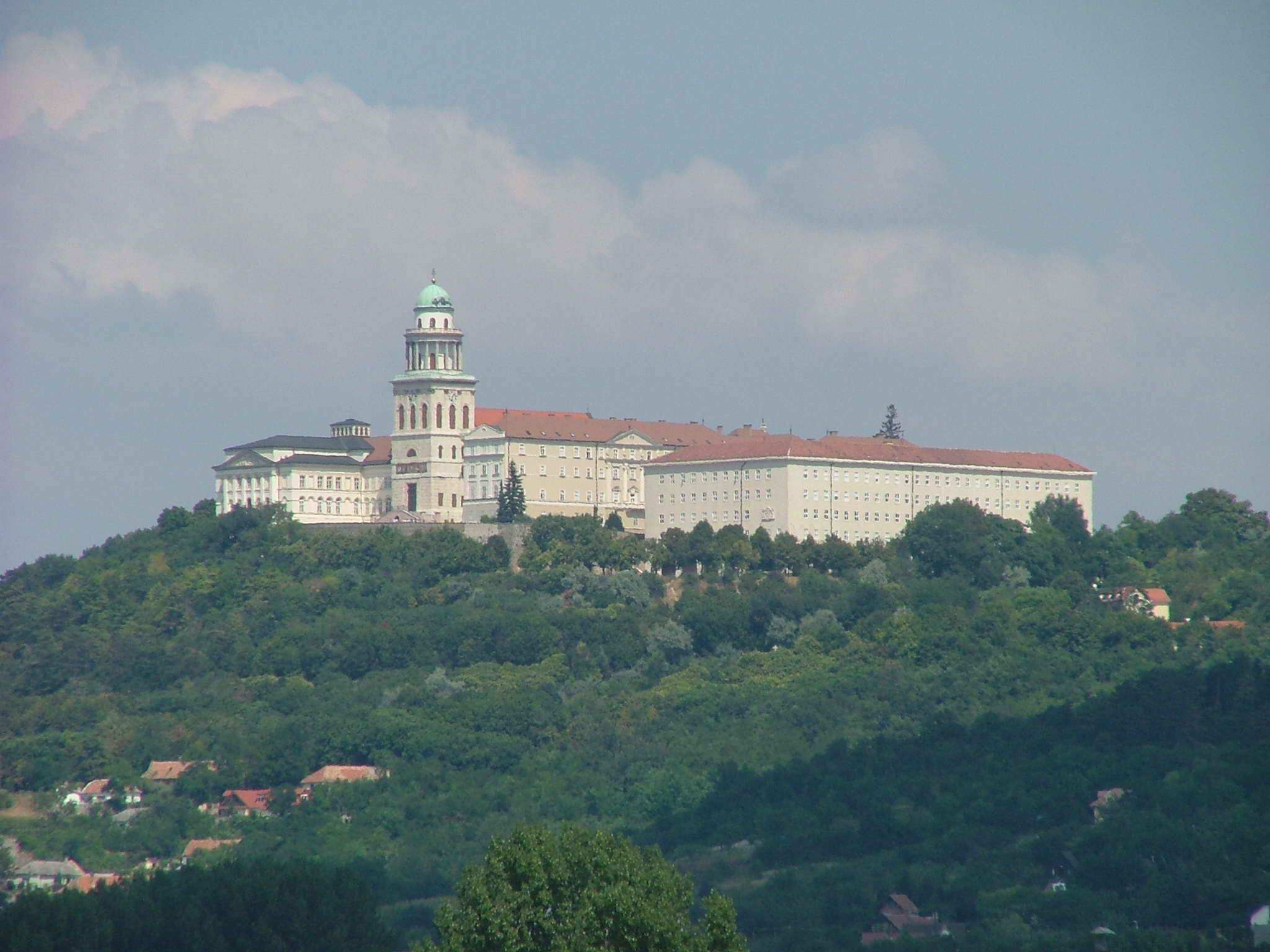
A pannonhalmi apátság

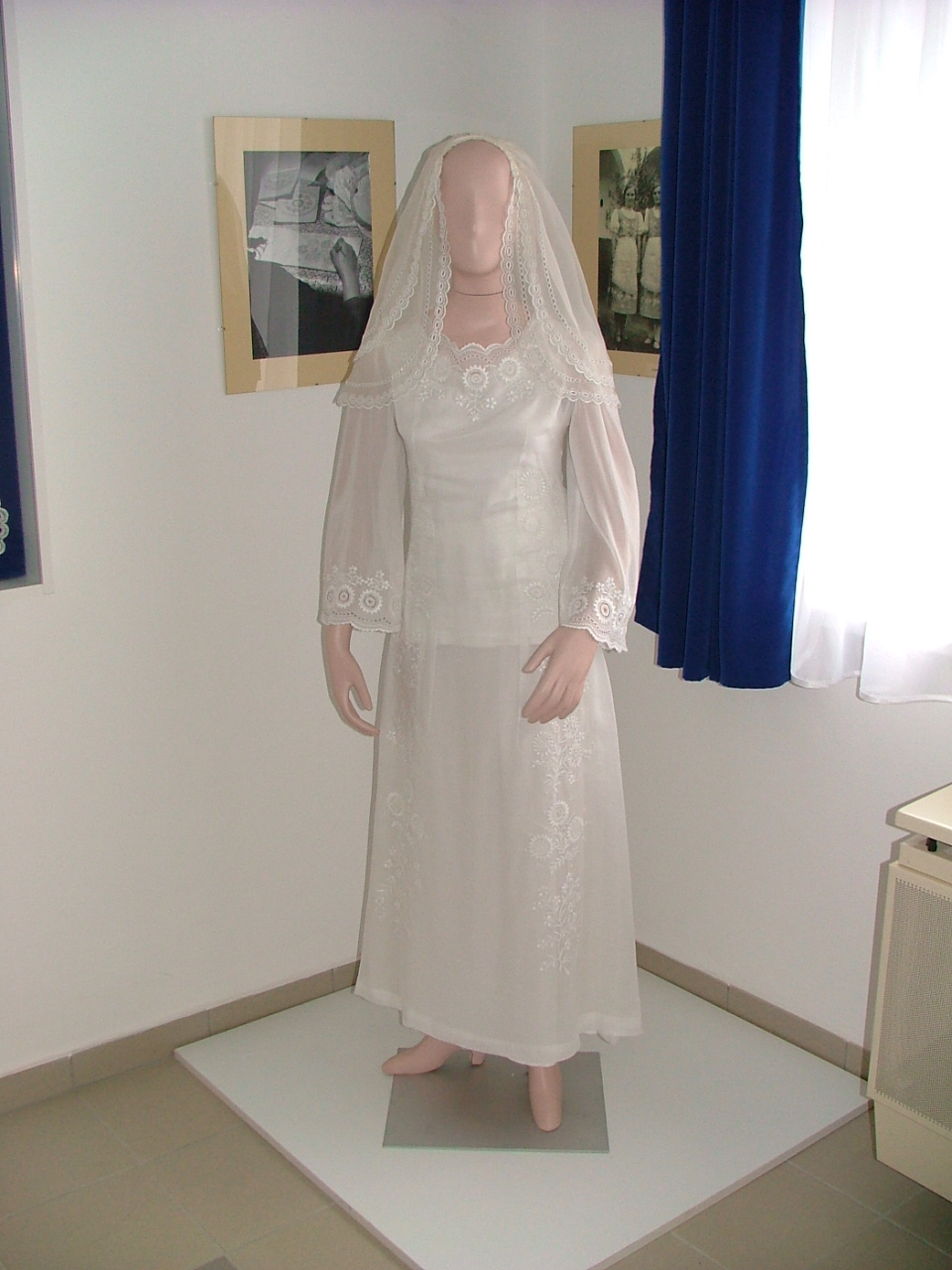
Hövej, Csipkemúzeum

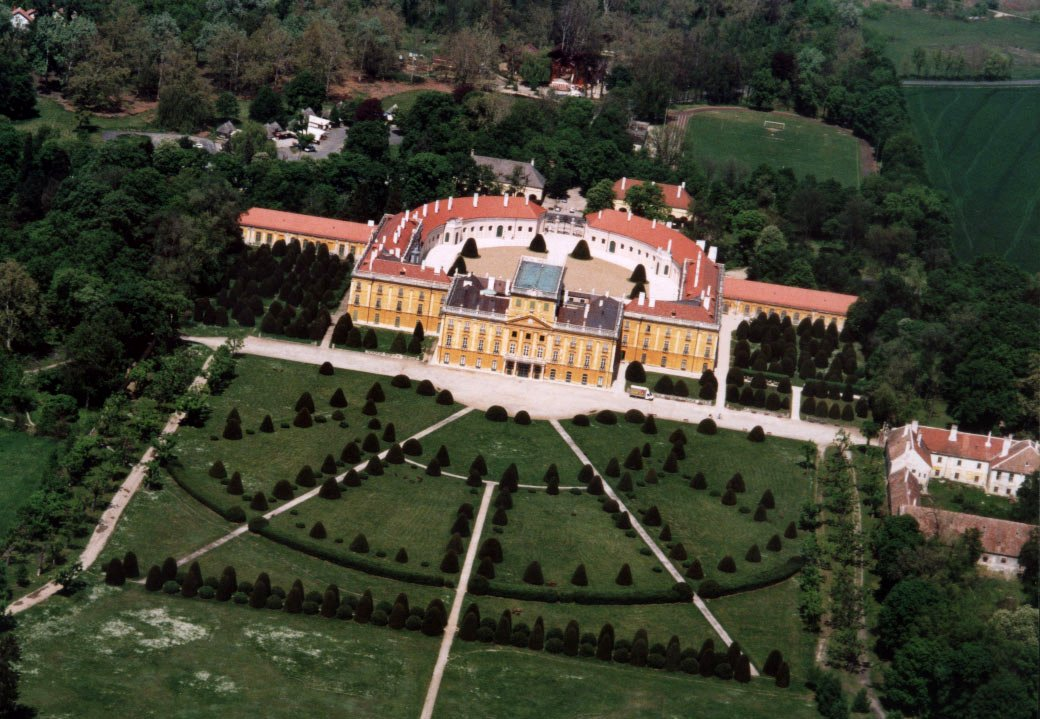
A fertődi Esterházy-kastély felülnézetből

- Pannonhalmi Bencés Főapátság
A főapátság a magyar történelem egyik kiemelkedő becses emlékhelye, egyházi és művészettörténeti központ, a világörökség része. Magyarország egyik leglátogatottabb turisztikai célpontja.
  - Helytörténeti-régészeti kiállítás (a könyvtár előterében).
  - Műemlék könyvtár
  - Apátsági Képtár

## Egyéb települések a vármegyében

### Győr környéke
- Tét – Kisfaludy Károly emlékkiállítás
- Tényő – tájház
- Gyarmat – tájház, pincesor
- Rábapatona – Néprajzi kiállítás
- Felpéc - Felpéci Tájház

### Csorna környéke
- Dör – Helytörténeti és néprajzi gyűjtemény
- Magyarkeresztúr – helytörténeti kiállítás
- Szany
  - Helytörténeti gyűjtemény
  - Kastélymúzeum (Kossuth Lajos u. 2.)
- Vág – Helytörténeti gyűjtemény

### Kapuvár környéke
- Hövej – Csipkegyűjtemény (Fő u. 54.)
- Csapod – tájház

### Sopron környéke
- Fertőd
  - Esterházy-kastély
  - Helytörténeti kiállítás, Haydn-emlékszoba (Madách sétány 1.)
  - Muzsika-ház
- Fertőrákos – Mithrász-szentély
- Fertőszéplak – tájházak
- Nagycenk
  - Széchenyi István Emlékmúzeum
  - Szabadtéri Kisvasúti Kiállítás

## Lásd még
- Győr-Moson-Sopron vármegye turisztikai látnivalóinak listája

## Külső hivatkozások
- http://www.ace.hu/ceicom/hungary/hunlista.html
- https://web.archive.org/web/20070504064359/http://www.gymsmo.hu/oldalak/muzumig.htm
- http://www.iranymagyarorszag.hu/keres/gyor-moson-sopron_megye/latnivalok-p1/